# Andrij Połtawcew
Andrij Jurijowycz Połtawcew, ukr. Андрій Юрійович Полтавцев (ur. 7 grudnia 1991) – ukraiński piłkarz grający na pozycji bramkarza.

## Kariera piłkarska

### Kariera klubowa
Wychowanek Szkoły Sportowej w Ługańsku, barwy której bronił w juniorskich mistrzostwach Ukrainy (DJuFL). 15 marca 2008 rozpoczął karierę piłkarską w drużynie rezerw Zorii Ługańsk, dopiero 28 lutego 2015 debiutował w podstawowym składzie klubu. 1 lutego 2016 został wypożyczony do Gurii Lanczchuti. 19 lutego 2017 podpisał kontrakt z Awanhardem Kramatorsk. W lipcu 2017 wrócił do Gurii Lanczchuti. 19 stycznia 2018 przeniósł się do Kolcheti-1913 Poti, w którym grał przez pół roku. 28 lutego 2019 zasilił skład Enerhii Nowa Kachowka. W sierpniu 2019 przeszedł do FK Nikopol.